# Götz von Berlichingen (Goethe)
Götz von Berlichingen mit der eisernen Hand ist ein 1773 anonym gedrucktes, 1774 uraufgeführtes Geschichts- und Charakterdrama in fünf Aufzügen von Johann Wolfgang von Goethe. Titelfigur ist der fränkisch-schwäbische Reichsritter Gottfried „Götz“ von Berlichingen zu Hornberg (zubenannt „mit der Eisernen Hand“).
Das Stück gilt als ein Hauptwerk des Sturm und Drang. Ähnlich wie sein Götz wollte auch Goethe mit diesem Stück Grenzen durchbrechen. Er stellte sich gegen die aristotelischen Theater-Konventionen und schloss an das Theater Shakespeares an. Die Einheiten von Ort, Zeit und Handlung werden aufgehoben: Es gibt insgesamt über fünfzig Handlungsorte, und die dargestellte Zeit wird nicht auf einen Tag beschränkt, sondern erstreckt sich auf mehrere, zum Teil parallel laufende Handlungen (Verhandlung vor dem Gericht, der Bauernkrieg, mehrere Fehden und Überfälle), Nebenhandlungen und schließlich auf das halbe Leben von Götz. Deshalb bezeichnete Dieter Borchmeyer das Stück auch als ein „szenisches Epos“. Die Klammer, die die Szenen zusammenhält, die oft nur aus Gesprächsfetzen bestehen, ist der sich in allen Situationen durchgängig zeigende Charakter des Helden; er stiftet die Einheit des Stückes ganz im Sinne Shakespeares.
Götz entstammt der mittelalterlichen Welt des Faust- und Fehderechts, agiert aber auch ständeübergreifend, indem er z. B. den Bauern hilft. Mit seiner Figur stößt das auf gewachsenem Naturrecht und Treue gegründete freie Rittertum auf die dem abstrakten römischen Recht verpflichtete Welt des intriganten Adels. Goethes Götz beweist zwar einen die historischen Konventionen überwindenden Charakter, seine auf individueller Unabhängigkeit einerseits und persönlicher Loyalität andererseits basierende Utopie einer idealen Monarchie lassen ihn jedoch in Konflikt mit der gerade entstehenden bürgerlichen Gesellschaft und dem modernen Verwaltungsstaat geraten. So kämpft Götz von vornherein auf verlorenem Posten. Resigniert muss er letztlich feststellen: Freiheit gibt es nur im Jenseits, die Welt aber ist ein Gefängnis. In seinen letzten Sätzen warnt er die Nachkommen: „Schließt eure Herzen sorgfältiger als eure Tore. Es kommen die Zeiten des Betrugs, es ist ihm Freiheit gegeben. Die Nichtswürdigen werden regieren mit List, und der Edle wird in ihre Netze fallen.“
Goethes Götz stieß die Mode der Ritterdramen an und war unter anderem eine wichtige Anregung für Friedrich Schillers Drama Die Räuber.

## Handlung

Illustration zum 1. Akt von Johann Heinrich Ramberg

### Erster Aufzug
Götz von Berlichingen liegt in Fehde mit dem Bischof von Bamberg, weil dieser einen seiner Knechte gefangen hält und foltert. Es gelingt ihm, Adelbert von Weislingen, einen Jugendfreund im Dienst des Bischofs, gefangen zu nehmen und auf seine Burg Jagsthausen zu bringen, wo er ihn dazu bewegt, die Seiten zu wechseln. Zur Besiegelung des neu geschlossenen Treuebündnisses verlobt sich Weislingen mit Berlichingens Schwester Maria.

### Zweiter Aufzug
Die Reaktion aus Bamberg lässt nicht lange auf sich warten. Liebetraut, ein Höfling, überredet Weislingen, zurück nach Bamberg zu gehen. Er lockt ihn mit „Weiber-, Fürstengunst und Schmeichelei“: „Der Händedruck eines Fürsten, und das Lächeln einer schönen Frau! Da reißt sich kein Weisling los“. Weislingen wird unsicher und will einen kurzen Besuch in Bamberg wagen.
In der Bischofsresidenz verliebt sich Weislingen in die verführerische Adelheid von Walldorf und lässt sich von ihr dazu überreden, seinen Dienst beim Bischof wiederaufzunehmen.

### Dritter Aufzug

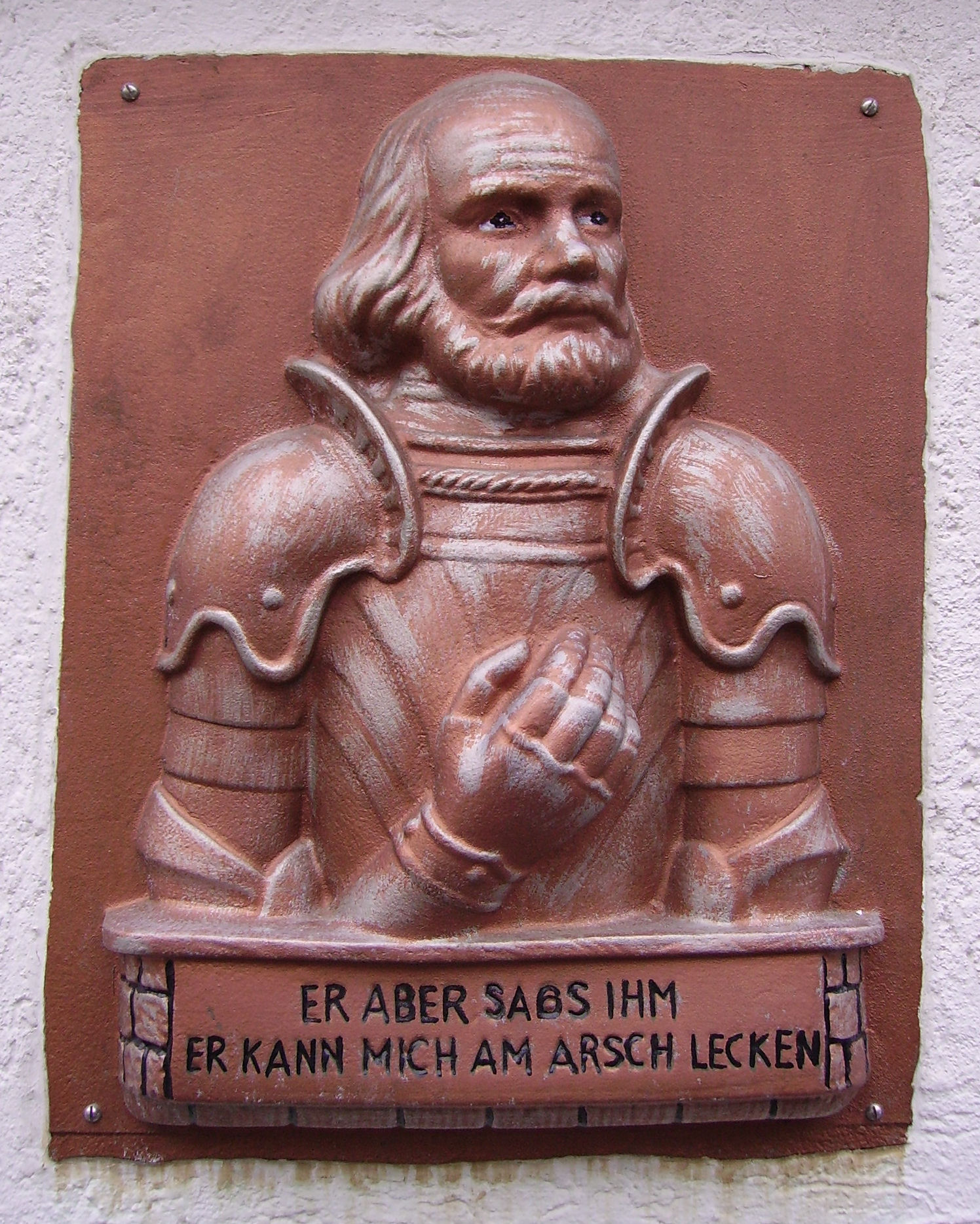
Darstellung des Götz mit dem bekannten, ihm von Goethe zugeschriebenen Zitat, allerdings ungenau zitiert

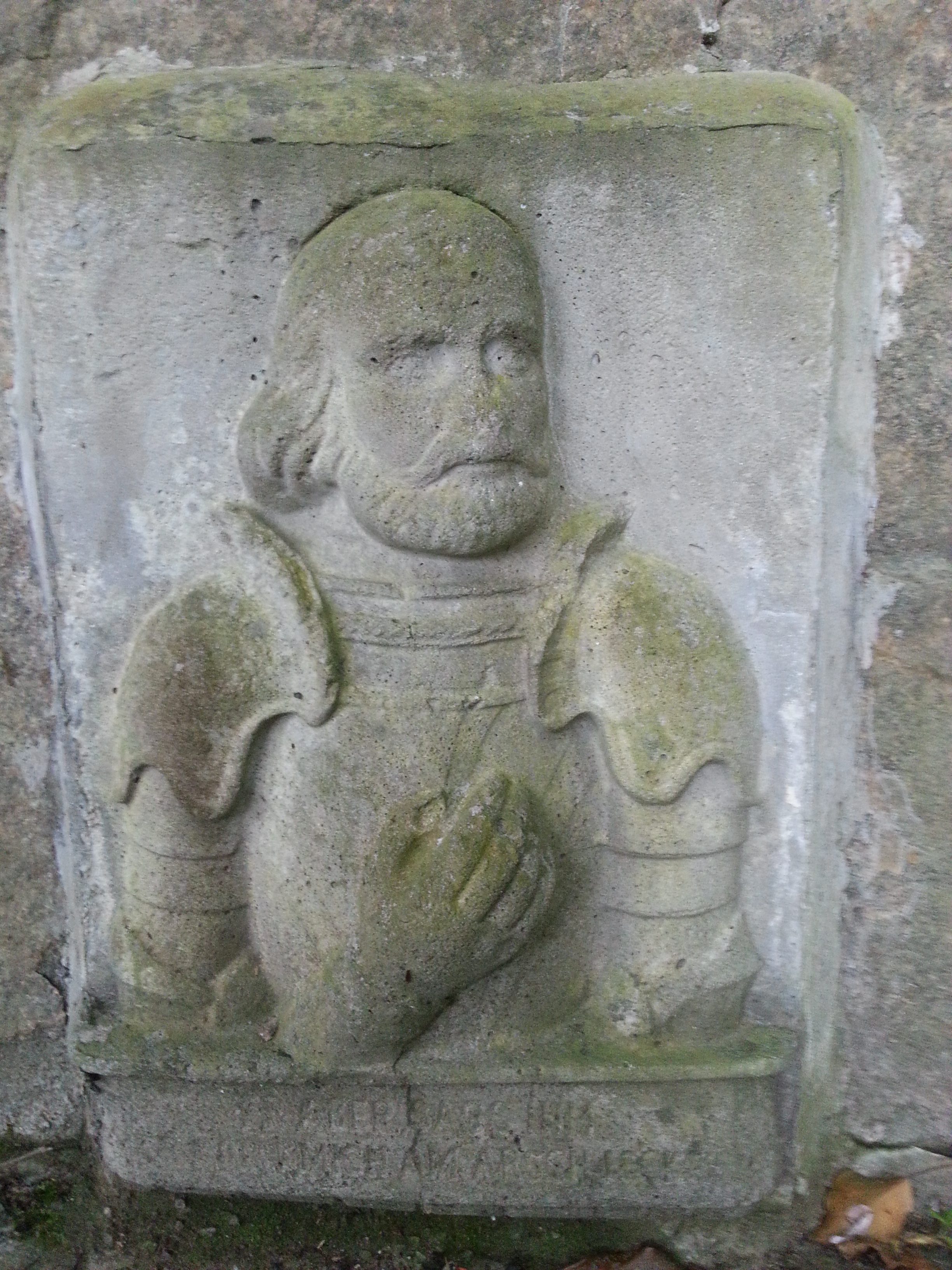
Steintafel, ebenfalls mit dem von Goethe vereinfachten Zitat. Die Tafel befindet sich in Bensheim, Ortsteil Zell

Berlichingen verbindet seine Schwester mit Franz von Sickingen, nachdem er ihn gewarnt hatte, dass Weislingen sie verführt und verlassen hatte: „Ich hab ihn los gelassen den Vogel, und er verachtet die gütige hand, die ihm in der Noth Futter reichte. Er schwirrt herum, weiss Gott auf welcher Hecke seine Nahrung zu suchen“. 
Berlichingen überfällt reiche Kaufleute als Rache für die Gefangennahme eines seiner Reiterbuben und wird daraufhin von dem von Weislingen beeinflussten Kaiser mit der Reichsacht belegt und mit einem eigens rekrutierten Exekutionsheer verfolgt. Der Gejagte verschanzt sich in seiner Burg, bei deren Belagerung das berühmte Götz-Zitat („Schwäbischer Gruß“) fällt: „Mich ergeben! Auf Gnad und Ungnad! Mit wem redet Ihr! Bin ich ein Räuber! Sag deinem Hauptmann: Vor Ihro Kaiserliche Majestät hab ich, wie immer, schuldigen Respekt. Er aber, sag’s ihm, er kann mich im Arsche lecken!“ Als er den Angreifern schließlich doch nachgeben muss, handelt er zwar freien Abzug aus, wird aber trotzdem festgenommen.

### Vierter Aufzug
Berlichingen wird im Rathaus von Heilbronn vor Gericht gestellt, wo er seine Unschuld beteuert. Sickingen befreit ihn mit Gewalt, indem er mit 200 Mann vor die Stadt rückt und sie anzuzünden droht. Berlichingen zieht sich erneut auf seine Burg zurück.

### Fünfter Aufzug
Aufständische Bauern wollen Berlichingen auf ihrem Mord- und Raubzug zu ihrem Hauptmann machen. Nach anfänglichem Widerstand lässt dieser sich überreden, die Aufgabe auf kurze Zeit zu übernehmen unter der Bedingung, dass die Bauern von weiteren Gewalttaten absehen. Doch die Bauern brechen das Versprechen und Berlichingen muss erleben, dass kurz darauf Miltenberg überfallen und niedergebrannt wird. Berlichingen, der in einem „Zigeunerlager“ Schutz gefunden hat, wird von Weislingens Reitern gefangen genommen.
Adelheid ist Weislingens überdrüssig geworden und strebt nach der Gunst des neuen Kaisers. Weislingens Knappe Franz, Adelheids Geliebter, steht so sehr unter ihrem Einfluss, dass er sich dazu überreden lässt, Weislingen zu vergiften. Die Verzweiflung über seine Tat aber lässt ihn anschließend Selbstmord begehen. Adelheid wird von einem Femegericht wegen Ehebruchs und Mordes zum Tode verurteilt.
Berlichingen, im Turm zu Heilbronn eingekerkert, stirbt in Anwesenheit seiner Frau, seiner Schwester und seines vertrauten Beraters Lerse, dem er seine Frau anvertraut. Er ist traurig bei dem Gedanken, sie in einer Welt zurückzulassen, in der „die Zeiten des Betrugs kommen“. Doch im Tod fühlt er sich endlich frei: „Himmlische Luft – Freiheit! Freiheit!“. Elisabeth stimmt reumütig zu: „Nur droben, droben bei dir. Die Welt ist ein Gefängnis.“
Das Drama endet mit Lerses Warnung: „Wehe der Nachkommenschaft, die dich verkennt!“. 

## Entstehungsgeschichte
Das Drama ist durch die Autobiografie des historischen Götz inspiriert. Das Konzept entwickelte Goethe bereits während seiner Studienzeit in Straßburg 1770/71. Ende 1771 schrieb er in Frankfurt am Main eine erste Fassung nieder (den sogenannten „Urgötz“, der den Titel trug Geschichte Gottfriedens von Berlichingen mit der eisernen Hand dramatisiert), die erst 1832, wenige Monate nach Goethes Tod, veröffentlicht wurde. Die zweite Fassung entstand Anfang 1773. In ihr wurde vor allem die Handlung um Adelheid gekürzt. Goethe publizierte sie im selben Jahr anonym im Selbstverlag. Des Weiteren gibt es eine zweite Fassung von 1773, die gegenüber der ersten glatter und konzentrierter ist. Diese wurde am 12. April 1774 am Berliner Comödienhaus in der Inszenierung des Theaterleiters Heinrich Gottfried Koch in (zu jener Zeit unüblichen) historischen Kostümen mit großem Erfolg uraufgeführt. Bereits im Oktober dieses Jahres folgte in Hamburg unter der Leitung von Friedrich Ludwig Schröder die nächste Inszenierung des Stückes, bei der neben historischen Kostümen auch historische Kulissen zur Anwendung kamen.
Es gibt auch noch eine fürs Weimarer Theater gedachte dritte Fassung von 1804, deren Aufführung seinerzeit fünf Stunden dauerte. Die inhaltlichen Unterschiede der drei Fassungen betreffen in erster Linie die Rolle der Adelheid von Walldorf.
Goethe schätzte das 16. Jahrhundert als Zeit besonderen kulturellen Reichtums und problematisierte es als Wendepunkt der europäischen Geschichte. Die wichtigsten Quellen des Dramas sind neben der um 1560 entstandenen Lebensbeschreibung Gottfrieds von Berlichingen vor allem Johann Philipp Datts De pace imperii publica libri V (1698) und Justus Mösers Von dem Faustrecht (1770).

## Rezeption

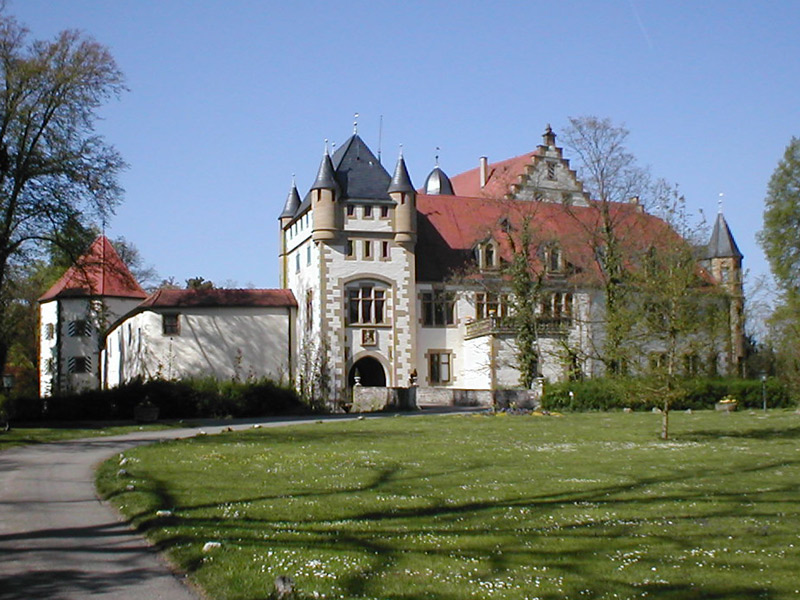
Burg Jagsthausen, später in Anlehnung an Goethe auch Götzenburg genannt

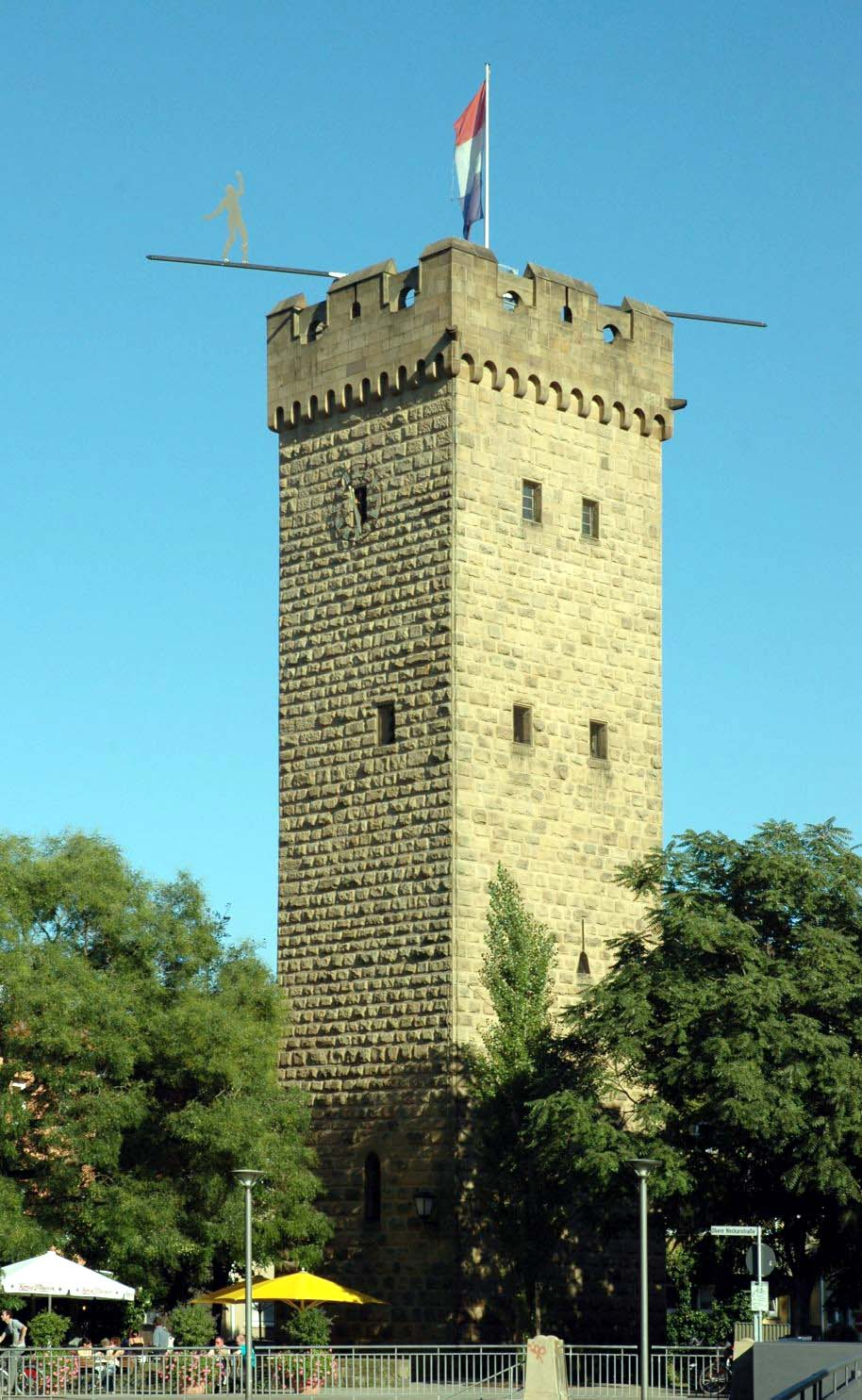
Götzenturm in Heilbronn

Die unmittelbare Wirkung des Dramas war sensationell; es machte den jungen Autor mit einem Schlag berühmt. Da der Erfolg des Stückes nicht zuletzt auf der Umkehrung traditioneller Vorstellungen von Rang und Ansehen beruhte, fragten Mitglieder anderer Adelsfamilien beim so plötzlich populär gewordenen Autor an, ob er nicht auch ihr Geschlecht literarisch verewigen wolle.
König Friedrich II. kritisierte den großen öffentlichen Erfolg von Goethes Werk, vor allem aufgrund seiner Ähnlichkeit mit den damals populär werdenden, verhassten Werken Shakespeares: „Aber da erscheint nun ein Götz von Berlichingen auf der Bühne, eine abscheuliche Nachahmung dieser schlechten englischen Stücke, und die Zuschauer im Parterre klatschen Beifall und verlangen begeistert die Wiederholung dieser widerlichen Plattheiten“.
Heute wird in der Burg Jagsthausen, der literarischen Heimat Götz von Berlichingens, jährlich bei den Burgfestspielen Jagsthausen das Theaterstück aufgeführt. Dazu werden jeweils bedeutende Schauspieler wie Benno Sterzenbach, Max Reimann und Hermann Schomberg für die Hauptrolle verpflichtet, darunter auch Alexander Golling, einer der profiliertesten Götz-Darsteller der Nachkriegszeit. Unter der Regie von Michael Bogdanov übernahm 2014 die Rolle des Götz der bekannte Filmschauspieler Götz Otto.
In Heilbronn, wo der historische Götz eine Nacht im Bollwerksturm gefangen war, wurde in Erinnerung an Goethes Götz ein weiterer Turm der Stadt „Götzenturm“ genannt.
Unter dem Titel Götz von Berlichingen mit der eisernen Hand wurde das Drama 1978 in der Regie von Wolfgang Liebeneiner mit Raimund Harmstorf in der Titelrolle verfilmt.

## Ausgaben (Auswahl)
- 1. Fassung: Goethes Werke. Weimarer Ausgabe, Bd. 39. Weimar 1897.
- 2. Fassung: Goethes Werke. Weimarer Ausgabe, Bd. 8. Weimar 1889.
- 3. Fassung: Goethes Werke. Weimarer Ausgabe, Bd. 13,1 und 13,2. Weimar 1894 und 1901.
- Leseausgabe: Götz von Berlichingen mit der eisernen Hand. Ein Schauspiel. Mit Anmerkungen von Volker Neuhaus. Stuttgart: Reclam, 2002 (Reclams Universal-Bibliothek Nr. 71). ISBN 3-15-000071-8.
- Hörspiel: Götz von Berlichingen mit der eisernen Hand. Bayerischer Rundfunk, 1958. Bearbeitung: Leopold Ahlsen, Heinz von Cramer. Musik: Bernd Scholz. Regie: Heinz-Günter Stamm.